# Судебный процесс по делу об убийстве XXXTentacion
Дело штата Флорида против Майкла Боутрайта, Трейвона Ньюсома и Дедрика Уильямса — уголовное дело в 17-м судебном округе Флориды, США, в котором трое мужчин обвинялись в ограблении и убийстве Джасея Онфроя, рэпера и певца, выступавшего под псевдонимом XXXTentacion. Все трое обвиняемых были признаны виновными по всем пунктам и получили пожизненное заключение без возможности условно-досрочного освобождения.
18 июня 2018 года, после выезда из RIVA Motorsports в Дирфилд-Бич, штат Флорида, на своей машине, Онфрой был остановлен двумя людьми в масках, которые ограбили его, угрожая оружием. Затем в него выстрелили шесть раз, и он скончался от полученных ран. Прокуроры утверждают, что Боутрайт и Ньюсом были стрелками. Судебный процесс начался 7 февраля 2023 года. Обвинение и защита завершили рассмотрение дел 3 марта 2023 года. Заключительные аргументы состоялись 7 и 8 марта, а 20 марта присяжные признали всех подсудимых виновными.

## Предыстория

### Аресты и обвинения
Через два дня после убийства Джасея Онфроя, более известного как XXXTentacion, 20 июня 2018 года был арестован 22-летний Дедрик Девоншай Уильямс по подозрению в убийстве. Он был обвинен в убийстве первой степени, ограблении с применением огнестрельного оружия и управлении транспортным средством без действующих водительских прав. В последующие месяцы последовали три ареста; 22-летний Роберт Аллен, 22-летний Майкл Боутрайт и 20-летний Трейвон Ньюсом были арестованы и обвинены в преднамеренном убийстве первой степени и ограблении с применением огнестрельного оружия. Позже всем им были предъявлены обвинения большим жюри присяжных по делу о преднамеренном убийстве.

### Заявление Роберта Аллена о признании вины
12 августа 2022 года подсудимый Роберт Аллен, обвиняемый в умышленном убийстве первой степени и ограблении с применением огнестрельного оружия, признал себя виновным в последнем и менее тяжком обвинении в убийстве второй степени в качестве сделки о признании вины, чтобы дать показания против Боутрайта, Ньюсома и Уильямса на суде. Ему грозит пожизненное заключение.

## Судебный процесс
Суд над Майклом Боутрайтом, Трейвоном Ньюсомом и Дедриком Уильямсом начался 7 февраля 2023 года, после десяти дней отбора присяжных, почти через пять лет после смерти Джасея Онфроя.

### Вступительное заявление обвинения
Ведущий прокурор Паскаль Ахилле выступила со вступительным словом от имени государства. Она рассказала о деле и о том, что трое обвиняемых вместе с Алленом выслеживали и преследовали Онфроя, и что видеозапись с камер наблюдения, среди прочих доказательств, докажет это. Она сказала, что обвиняемые заманили Онфроя в ловушку в его чёрном BMW арендованным Dodge Journey и украли сумку Онфроя Louis Vuitton, в которой было 50 000 долларов наличными. Она заявила, что Боутрайт затем намеренно убил Онфроя, и что обвиняемые позже хвастались в социальных сетях деньгами, которые они украли у Онфроя.

### Вступительные заявления сторон защиты
Адвокат Майкла Боутрайта Джозеф Кимок заявил в своём вступительном заявлении, что Майкл Боутрайт невиновен и был ложно обвинён в убийстве Онфроя. Он утверждал, что власти округа Бровард поторопили расследование и что Боутрайт сделал несколько «очень глупых» фотографий с украденными деньгами, но он не был убийцей. Он утверждал, что тот факт, что Боутрайт был признан «соучастником убийства», доказывает его невиновность. Адвокат Ньюсома Джордж Ререс также утверждал, что его клиента там не было, а адвокат Уильямса Маурисио Падилья утверждал, что власти не расследовали возможность причастности рэпера Дрейка, с которым враждовал Онфрой, и, как и Кимок, обвинил власти в ускорении расследования.

### Свидетельства

#### Леонард Керр
Отчим Онфроя, Леонард Керр, был с Онфроем в его автомобиле, когда он столкнулся с подозреваемыми. Он давал показания в первый день судебного процесса. Он рассказал, что, по его мнению, единственный способ выжить — это выбежать из машины, что он и сделал.

#### Роберт Аллен
8 февраля 2023 года, на второй день судебного процесса, Керр дал дополнительные показания и продемонстрировал записи с камер наблюдения. Наиболее заметной частью были показания сообщника Роберта Аллена против трёх других обвиняемых.
Роберт Аллен, который признал себя виновным в убийстве Онфроя второй степени (обвинение в умышленном убийстве первой степени было снято) и вооружённом ограблении в обмен на показания против трёх других обвиняемых, дал показания против остальных на второй день судебного процесса 8 февраля 2023 года.
Аллен заявил, что из трёх обвиняемых он был ближе всех к Дедрику Уильямсу, дружил с ним около пяти лет и встречался с ним почти каждый день. Аллен заявил, что Трейвон Ньюсом жил с ним около двух или трёх недель на момент убийства. Он заявил, что знал Майкла Боутрайта около двух лет на момент убийства. Он сказал, что также видел Боутрайта почти каждый день.
Аллен подтвердил версию обвинения об убийстве. Он подробно рассказал о планировании убийства, описав, как Уильямс был главным планировщиком. Он заявил под присягой, что он, Боутрайт, Ньюсом и Уильямс выследили Онфроя, как только заметили его. Уильямс заметил машину Онфроя и намеренно въехал в RIVA Motorsports, и видел, как Онфрой вышел из своей машины и вошёл в магазин. Затем Боутрайт и Ньюсом сказали Аллену и Уильямсу, что они должны обратиться в RIVA Motorsports, чтобы подтвердить, что это действительно был Онфрой. Затем они купили маски в магазине для ограбления / убийства. Затем он и Уильямс вернулись к машине и сообщили Боутрайту и Ньюсому, что в магазине был Онфрой. Аллен заявил, что сначала он сказал другим, что ограбление не было хорошей идеей, потому что он и Уильямс уже были под наблюдением в RIVA Motorsports. Он сказал, что Боутрайт и Ньюсом тогда неохотно пошли на преступление. Уильямс спросил этих двоих, боятся ли они, и Боутрайт ответил: «Хорошо, мы его поймаем». Аллен заявил, что Боутрайт и Ньюсом были выбраны в качестве стрелков из-за того факта, что он и Уильямс уже были на записи с камер наблюдения. Четверо припарковались, подстерегая Онфроя около 10 минут, после чего последовало ограбление, после чего Боутрайт убил Онфроя, застрелив его. 
Аллен подтвердил версию обвинения о том, что это был план ограбления и убийства Онфроя после того, как они поймали его в ловушку с помощью Dodge Journey, и что Боутрайт и Ньюсом украли золотую цепочку Онфроя и сумку Louis Vuitton, в которой было 50 000 долларов. Он заявил, поскольку Аллен явно играл наименьшую роль в ограблении и убийстве, Ньюсом и Уильямс сказали, что Аллен не должен был получать какие-либо украденные деньги, но Боутрайт настоял, чтобы Аллен получил часть денег, поскольку он был там с ними. Они договорились, что из 50 000 долларов Боутрайт, Ньюсом и Уильямс получат по 15 000 долларов каждый, а Аллен — 5000 долларов. Он также противоречил защите адвоката Боутрайта; адвокат Боутрайта заявил в своём вступительном заявлении, что тот факт, что Боутрайт искал «соучастника убийства», доказывает, что Боутрайт не совершал убийства, а просто был связан с мужчинами впоследствии. Аллен заявил, что фактическая причина заключалась в том, что Аллен сказал, что он боялся, что его арестуют за убийство, а Боутрайт дезинформировал его, что в лучшем случае Аллену могут быть предъявлены обвинения в соучастии в убийстве.
Аллен, Боутрайт и Ньюсом узнали о смерти Онфроя, когда они были в машине, пытаясь поехать на автомойку. Аллен заявил, что они с Ньюсомом молчали, а Боутрайт после этого включил музыку погромче. Вскоре Боутрайт случайно разбил Dodge Journey, и они сбежали с места происшествия. Позже все четверо встретились в доме Боутрайта, и Боутрайт сказал Аллену, что ему нужно вернуться на место происшествия, чтобы забрать машину. Аллен отказался, сказав, что не хочет иметь ничего общего с машиной. Ньюсом в конце концов согласился с Боутрайтом, вернулся на место происшествия и забрал машину. Уильямс узнал о смерти Онфроя, находясь у Боутрайта, и сказал Аллену: «Чёрт, он действительно мертв», в то время как Аллен хранил молчание.
10 февраля 2023 года, четвёртый день судебного процесса, в основном состоял из перекрёстного допроса Аллена адвокатами защиты. Адвокат Боутрайта также попытался привлечь Аллена к ответственности в качестве государственного свидетеля, но судья первой инстанции отказал. 
Когда адвокат Уильямса спросил Аллена, даёт ли он показания против трёх других обвиняемых, чтобы «спасти [свою] собственную шкуру», чтобы получить более мягкий приговор, или он искренне раскаивается, Аллен ответил: «Ну, я определённо хотел бы получить более мягкий приговор, да, но у меня определенно есть раскаяние [...] Я имею в виду, я сижу и смотрю на трибуну и вижу, как люди плачут, и я пытаюсь сделать всё возможное, чтобы добиться справедливости для семьи, друзей [Онфроя] и его поклонников». Он заявил, что время, проведенное в тюрьме, дало ему много времени, чтобы обдумать ситуацию.

#### Скотт Барби
14 февраля 2023 года Скотт Барби, фанат XXXTentacion, который был свидетелем убийства, дал показания, описывающие его точку зрения на ограбление и убийство. Он подтвердил последовательность событий обвинения. Показания Барби привлекли внимание в социальных сетях из-за странных манер, которые он демонстрировал, часто прерывая адвокатов. Показания Барби были примечательны тем, что он сфотографировал мертвое тело Онфроя после убийства, и когда обвинение спросило, почему он это сделал, заявил: «Потому что я был его большим поклонником, и я хотел иметь фотографию, чтобы запомнить это навсегда», что показалось странным для поклонников XXXTentacion в социальных сетях.

#### Тенелл Картер
15 февраля 2023 года бывшая девушка Дедрика Уильямса Тенелл Картер дала показания против Уильямса со стороны обвинения. Она рассказала, что Уильямс признался ей, что он организовал ограбление и убийство Онфроя, и что он пытался заставить её написать лживое письменное показание под присягой, что он не был водителем машины при убийстве. Опровергая версию защиты, Картер заявила, что Уильямс никогда ничего не говорил о причастности Дрейка или рэп-группы Migos к убийству, теории заговора, предложенной адвокатом Уильямса.

#### Джон Курсио
Ведущий детектив по расследованию убийства Джон Курсио дал показания в пользу обвинения 23 февраля 2023 года. Он провёл присяжных по всем этапам расследования. Он отрицал теории заговора, выдвинутые защитой относительно какой-либо причастности Дрейка.

#### Николь Игнат
Николь Игнат, судебный ДНК-аналитик из криминалистической лаборатории округа Бровард, дала показания в пользу обвинения 28 февраля 2023 года. Она заявила, что доказательства ДНК, полученные судебно-медицинской экспертизой, включая ДНК на масках, использованных во время убийства, соответствуют показаниям обвиняемых. В частности, она заявила, что ДНК, связанная с Дедриком Уильямсом, встречается реже, чем 1 из 831 октиллиона, а ДНК, связанная с Майклом Боутрайтом, встречается реже, чем 1 из 929 нониллионов.

### Обвинения в запугивании свидетелей против Трейвона Ньюсома
На третий день процесса Аллен и сотрудник тюрьмы заявили о запугивании свидетелей в отношении Трейвона Ньюсома. Аллен и сотрудник тюрьмы заявили, что ранее в тот день, когда Аллен и другие сообвиняемые находились в своих камерах, Ньюсом кричал на Аллена, что он «полицейский ниггер», «работает на полицию» и «работает на белого человека». Обвинение заявило, что это была явная попытка повлиять на показания Аллена.

### Теории заговора о причастности Дрейка

#### Первоначальная повестка в суд для дачи показаний Дрейком
9 февраля 2023 года, на третий день судебного процесса, Роберт Аллен подтверждал информацию об убийстве, представленные обвинением. Рэперу Дрейку также было приказано дать показания 27 февраля, и было сказано, что ему могут быть предъявлены обвинения в неуважении к суду, если он не явится.
Утверждения о причастности Дрейка к убийству Онфроя основаны на теориях заговора в интернете, вытекающих из их вражды, когда пользователи интернета указывали на тексты в различных песнях Дрейка, которые могут иметь отношение к смерти Онфроя. Текст песни, который, как говорят, намекает на смерть Онфроя или высмеивает её, можно услышать в песне «I’m Upset», в которой говорится «СМС, тройной X, это единственный раз, когда я стреляю ниже шеи», а также «если бы он придержал свой язык в этом прямом эфире, он был бы жив» из «On BS». Онфрой был убит выстрелом в шею или верхнюю часть туловища, а также оскорбил Дрейка в Instagram, в частности, через функцию Instagram Live.

#### Отмена показаний Дрейка
13 февраля 2023 года адвокат Дрейка явился в суд с просьбой отменить запрошенные показания.
14 февраля 2023 года, на шестой день судебного процесса, Роберт Аллен дал показания относительно теорий заговора, выдвинутых адвокатами защиты, о том, что рэпер Дрейк заказал убийство Джасея Онфроя. Аллен заявил, что Дрейк не нанимал их для совершения убийства, и что он сам и трое других обвиняемых были единственными, участвовавшими в планировании убийства. После этого судья Усан удовлетворил просьбу адвоката Дрейка, и Дрейка больше не будут требовать явки для дачи показаний.

## Вердикт
20 марта 2023 года, почти через две недели после начала заседания присяжных, все трое обвиняемых были признаны виновными по всем пунктам. Майкл Боутрайт приговорён к двум пожизненным заключениям без возможности условно-досрочного освобождения, а также к дополнительным 30 годам тюремного заключения. Трейвон Ньюсом и Дедрик Уильямс приговорены к пожизненному заключению без возможности условно-досрочного освобождения.